# Elektronički rječnik
Elektronički rječnik je rječnik u digitalnom obliku. Postoje različite vrste elektroničkih rječnika koje se razlikuju po tome na koji se način njima pristupa i o tome jesu li jednojezični, dvojezični ili višejezični.
Princip rada svih elektroničkih rječnika je isti. Korisnik unosi riječ čija ga definicija zanima, softver pretražuje svoju bazu, ili baze, podataka te prikazuje definiciju ili definicije korisniku. Softver uglavnom uključuje i lematizaciju riječi i mogućnost izgovora riječi.

## Rječnički softver
U rječnički se softver mogu ubrajati različiti oblici rječnika no glavna im je odlika da se mogu (potpuno ili djelomično) instalirati na računalo.
Sve više izdavača papirnatih rječnika prilaže uz papirnate verzije i digitalnu verziju, na CD-u ili DVD-u. Takvi rječnici rade na principu da se instalira softver s CD-a/DVD-a na računalo te se koristi s računala (često je za rad u programu potrebno imati CD ili DVD u računalu).
Postoje rječnici koji dolaze samo u digitalnom obliku, poput Babylona, Abbyy Lingvo i dr. Oni se zasebno kupuju te se mogu proširivati s različitim dodacima (dodatnim jezicima, specijaliziranim rječnicima, itd.).
Pod rječničkim softverom se još podrazumijeva ugrađeni softver u internetskim pretraživačima i programima za pisanje teksta koji služe za provjeru gramatike i pravopisa, te kao tezaurus.

## Rječnici na Internetu
Rječnici su u elektroničkom obliku dostupni i preko Interneta. Tzv. online-rječnici su veoma opširni - osim općih rječnika uključuju i tezauruse, specijalizirane i etimološke rječnike, razne igre s riječima itd. Online-rječnici su uglavnom besplatni no česte su napredne mogućnosti koje su dostupne samo uz plaćanje (tzv. premiumusluge). 
Postoje online verzije papirnatih rječnika na stranicama njihovih izdavača, npr. Ask Oxford, Cambridge, itd. Također su prisutni i potpuno elektronički rječnici koji ujedinjuju baze različitih rječnika, npr. Dictionary.com, Answers.com,  Merriam-Webster, Wiktionary itd. Najnoviji online-rječnici su oni koje stvaraju sami korisnici - Urban Dictionary, Slang Dictionary, Pseudodictionary i dr. 

## Ručni elektronički rječnici
Ručni elektronički rječnici su uređaji, uglavnom veličine kalkulatora, na kojima se nalazi integrirani program s rječnikom. Program se naknadno može proširivati s dodatnim jezicima. Upotreba im je identična onoj džepnog rječnika.
Podvrsta ovih rječnika je tzv. quicktionary. Quicktionary je elektronički rječnik oblika i veličine markera. Sastoji se od optičkog čitača koji skenira tekst i od LCD ekrana koji prikazuje riječ i njezine prijevode. Noviji quictionaryji imaju mogućnost dodavanja vlastitih riječi pomoću specijalne olovke. Quicktionaryji se uglavnom koriste pri čitanju jer znatno ubrzavaju pronalaženje nepoznatih riječi. 
Proizvođači ovakvih rječnika su Sony, Casio, Canon, Lingo, Sharp, itd.

## Elektronički rječnici na mobilnim telefonima i drugim ručnim uređajima
Rječnici na mobilnim telefonima dolaze u obliku softvera koji je ugrađen u aplikaciju za pisanje poruka koja, dok pišemo poruku, pokušava prepoznati o kojoj se riječi radi i tako ubrzati proces pisanja. Ova aplikacija nije razvijena za hrvatski jezik.
Na ručnim uređajima poput Pocket PC-a, iPhonea i dr. postoji i mogućnost instaliranja rječničkog softvera predviđenog za računala jer su u današnje vrijeme ti uređaji dostigli mogućnosti prosječnog računala.

## Vanjske poveznice
- Abbyy Lingvo
- Answers.com
- Ask Oxford  Arhivirana inačica izvorne stranice od 5. lipnja 2007. (Wayback Machine)
- Babylon  Arhivirana inačica izvorne stranice od 19. ožujka 2016. (Wayback Machine)
- Dictionary.com
- Merriam-Webster
- Pseudo Dictionary
- Slang Dictionary  Arhivirana inačica izvorne stranice od 8. travnja 2011. (Wayback Machine)
- Urban Dictionary